# Aeroport internacional de Kherson
L'Aeroport internacional de Kherson (ucraïnès: Міжнародний аеропорт Херсон:) (IATA: KHE, ICAO: UKOH) és un aeroport internacional situat als afores de Kherson, a Ucraïna.

## Aerolínies i destinacions
Des del 24 de febrer de 2022, tots els vols comercials amb origen o destí a aquesta aeroport han sigut suspesos indefinidament.

Aquestes són les aerolínies que operaven regularment en aquest aeroport.
| Aerolínies                     | Destinacions                                |
| ------------------------------ | ------------------------------------------- |
| Pegasus Airlines               | Istanbul–Sabiha Gökçen                      |
| SkyUp                          | Vols de temporada: Antalya, Sharm El Sheikh |
| Turkish Airlines               | Istambul                                    |
| Ukraine International Airlines | Kyiv–Boryspil                               |

| Any  | Passatgers | Diferència amb any anterior |
| ---- | ---------- | --------------------------- |
| 2014 | 7.900      |                             |
| 2015 | 61.235     | 675.1%                      |
| 2016 | 62,557     | 2.2%                        |
| 2017 | 105,900    | 69.3%                       |
| 2018 | 150.100    | 41.7%                       |
| 2019 | 154.046    | 2.6%                        |

## 2022 invasió russa d'Ucraïna
El 24 de febrer de 2022, Ucraïna va tancar el seu espai aeri a vols de civil a causa de la invasió russa d'Ucraïna. L'aeroport va ser atacat.